# Sportjahr 1863
Liste der Sportjahre

◄ | 1859 | 1860 | 1861 | 1862 | Sportjahr 1863 | 1864 | 1865 | 1866 | 1867 | ► | ►►

Weitere Ereignisse

## Ereignisse

### Alpinismus

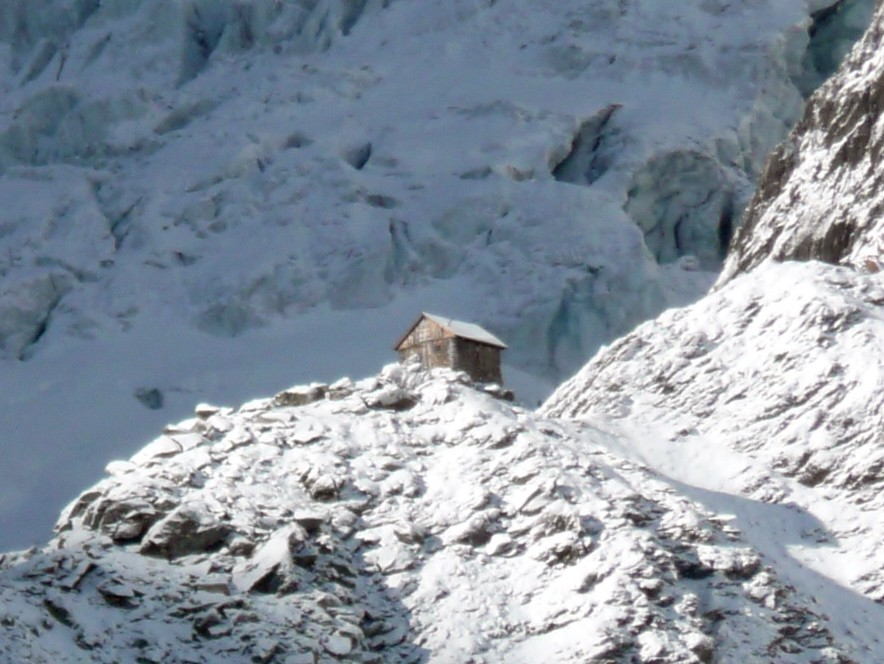
Die Grünhornhütte

- 19. April: Auf Initiative von Rudolf Theodor Simler wird im Bahnhofbuffet Olten von 35 Herren der Schweizer Alpen-Club gegründet. Als erste Berghütte der Schweiz wird später die Grünhornhütte errichtet.
- 12. August: Melchior Anderegg, Florence Crauford Grove und anderen gelingt die Erstbesteigung des 4171 m hohen Dent d’Hérens in den Walliser Alpen.
- 16. August: Melchior Anderegg, Florence Crauford Grove und anderen gelingt die Erstbesteigung der 4432 m hohen Parrotspitze im Monte-Rosa-Massiv.
- 29. August: Paul Grohmann und Francesco Lacedelli gelingt die Erstbesteigung der 3244 m hohen Tofana di Mezzo in den Dolomiten.
- 7. September: Gemeinsam mit anderen besteigt Abraham Roth erstmals den Bifertenstock in den Glarner Alpen.

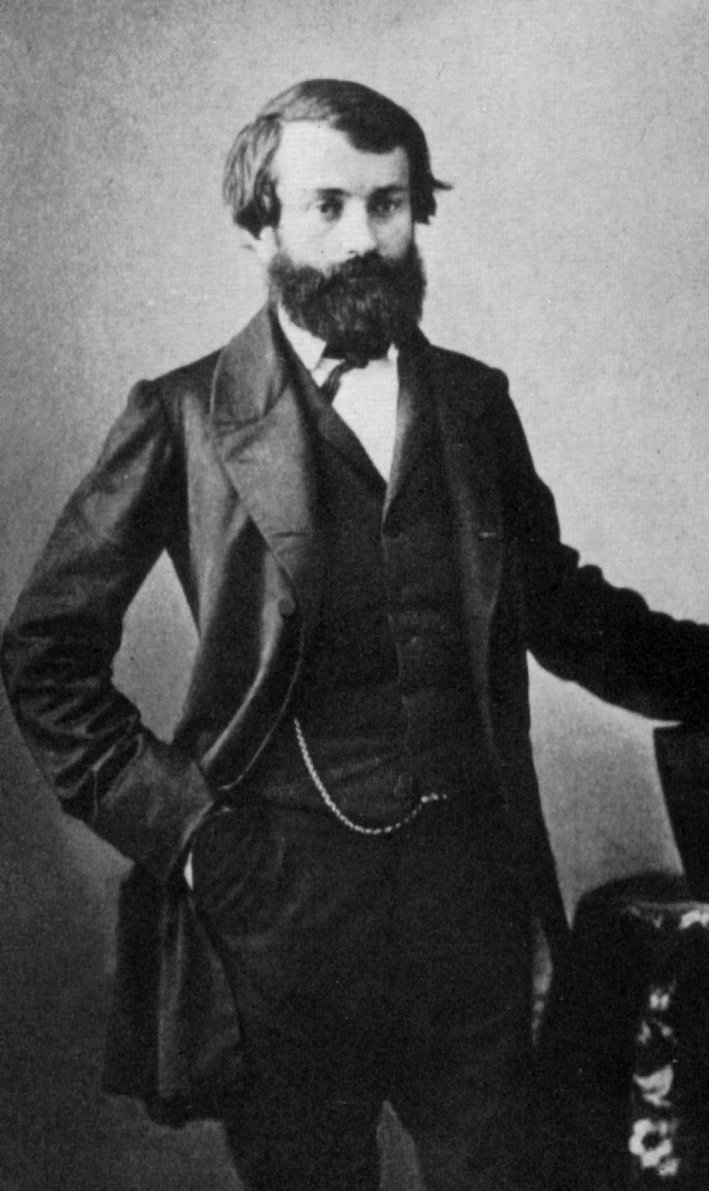
Quintino Sella

- 23. Oktober: In Turin wird auf Initiative von Quintino Sella der Club Alpino Italiano gegründet.

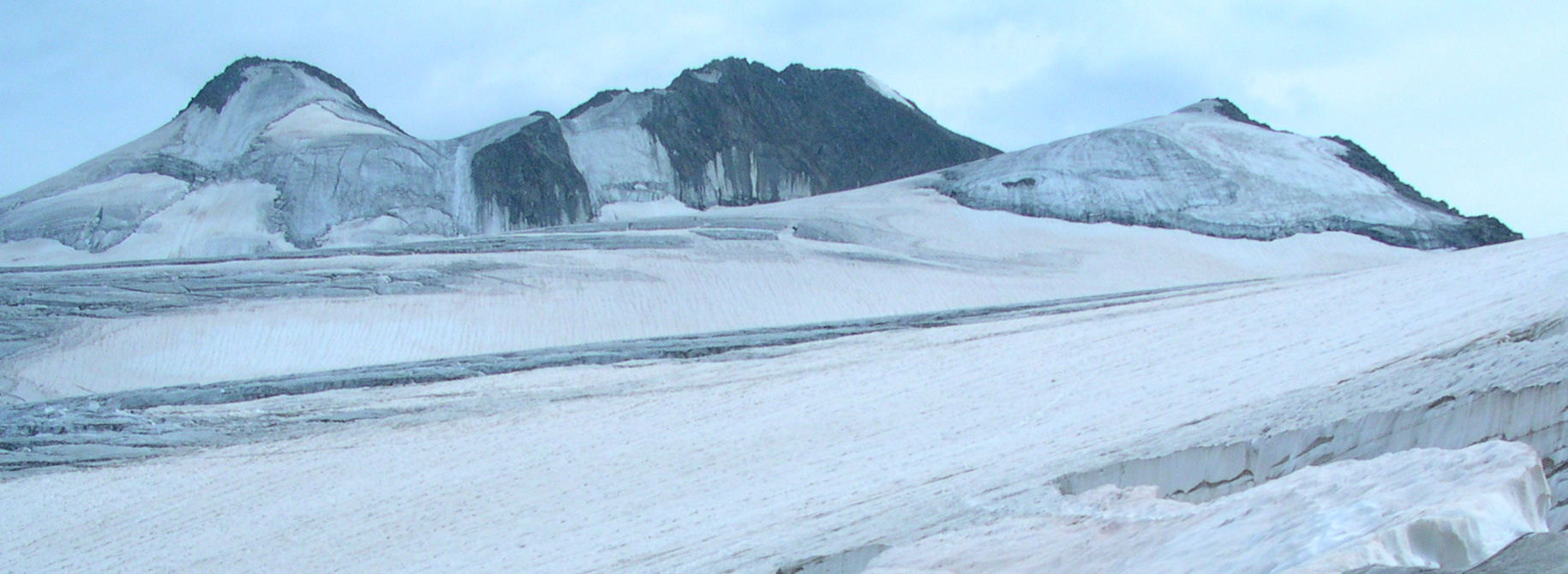
Links das Zuckerhütl, rechts davon die Pfaffenschneid vom Sulzenauferner aus

- Ludwig Barth und Leopold Pfaundler besteigen als erste die Pfaffenschneide, wenige Tage später folgen Joseph Anton Specht und Alois Tanzer im Zuge der Zuckerhütl-Besteigung.
- Josef Anton Specht gelingt mit Bergführer Alois Tanzer die Erstbesteigung des Zuckerhütl, des höchsten Berges der Stubaier Alpen in Tirol.
- Ludwig von Barth und Leopold Pfaundler besteigen erstmals die Östliche Seespitze in den Stubaier Alpen.
- Eugen Infanger und Eduard Cattani gelingt die Erstbesteigung des Schlossberges in den Urner Alpen.

### Cricket
- 8. Januar: Der Yorkshire County Cricket Club wird gegründet.
- 12. August: Der Hampshire County Cricket Club wird gegründet.
- 15. Dezember: Der Middlesex County Cricket Club wird gegründet.

- Der englische Sportverein Preston North End wird als Cricketverein gegründet.

### Fechten
- Der Fechtclub Offenbach wird gegründet.

### Fußball, Rugby

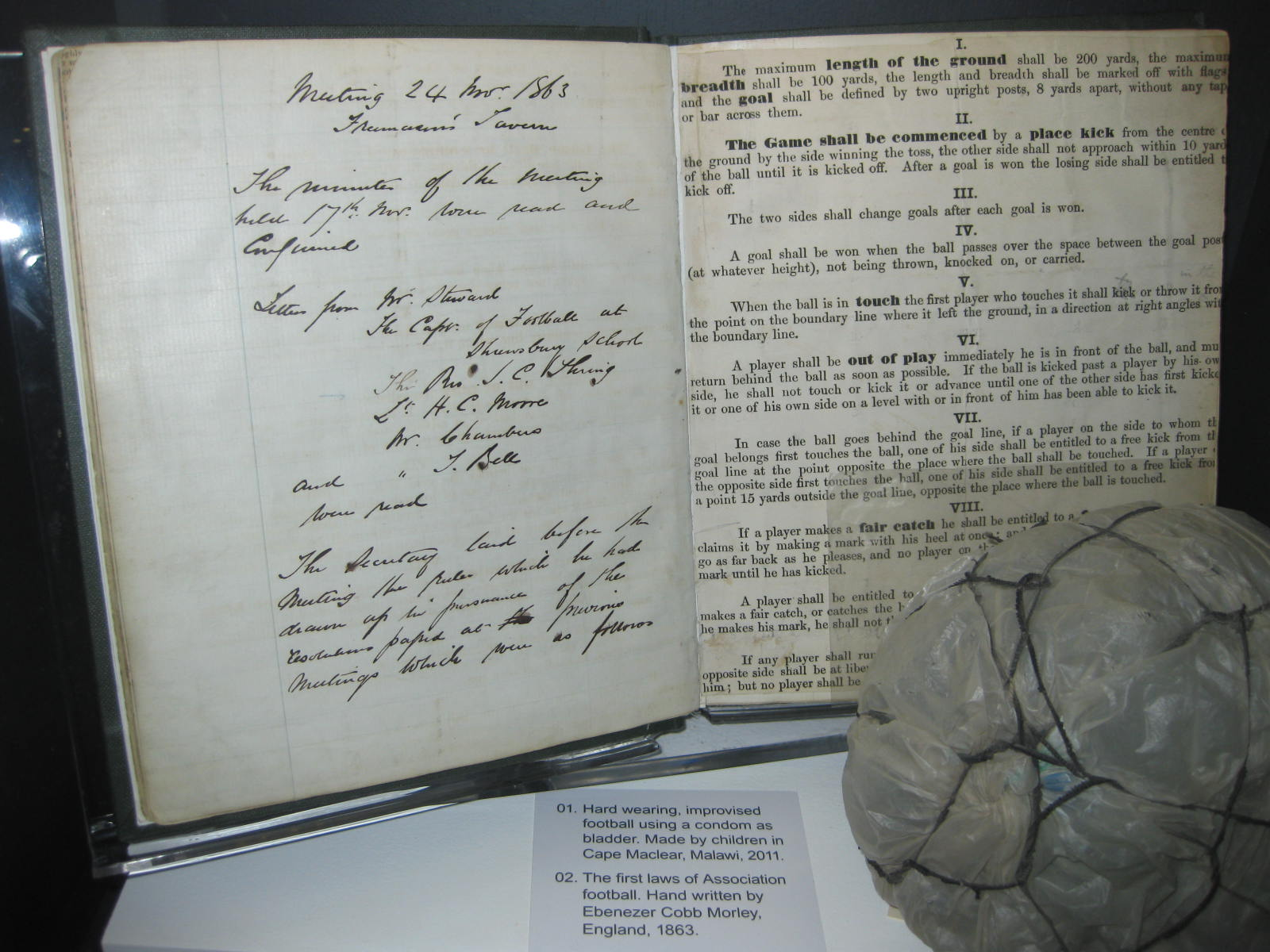
Die ersten handgeschriebenen Fußball-„Gesetze“ vom 24. November 1863

- 26. Oktober: In London wird die englische Football Association als erster Fußballverband der Welt gegründet und erstellt in weiteren Sitzungen bis Dezember die auf den Cambridge-Regeln von 1848 basierenden ersten offiziellen Fußballregeln. Dies bedeutet die Trennung von Fußball und Rugby.
- 19. Dezember: Zwischen enthusiastischen Mitgliedern der FA, die nicht auf den 2. Januar 1864, den offiziellen Termin für das erste Fußballspiel, warten wollen, wird ein erstes Testspiel nach den neuen Regeln ausgetragen, das torlos endet.

- Der Armee-Fußballverein Royal Engineers wird gegründet.
- Der Fußballverein Stoke Ramblers in Stoke-on-Trent wird gegründet.

### Golf
- Willie Park Sr. gewinnt zum zweiten Mal nach 1860 The Open Championship.

### Leichtathletik
- Der US-Amerikaner Lewis „Deerfoot“ Bennett verbessert in diesem Jahr dreimal seinen eigenen Rekord im Stundenlauf. Am 12. Januar läuft er 18.425 Meter, am 23. Februar 18.507 Meter. Sein Rekord vom 3. April mit 18.589 Metern wird erst am 19. Juni 1897 überboten.

### Pferderennen
- "Last Pippin" gewinnt das 30. Union-Rennen auf dem Tempelhofer Feld.

### Rudern
Oxford gewinnt am 28. März das 20. Boat Race gegen Cambridge in einer Zeit von 23′06″ und zieht damit in der Anzahl der Siege gleich. Beide Universitäten haben seit Beginn des Wettbewerbs 10 Siege zu verzeichnen.
Das Oxford University College gewinnt auch den Grand Challenge Cup der Henley Royal Regatta in London.

### Schach
- Max Lange gewinnt wie im Vorjahr den Kongress des Westdeutschen Schachbundes, das erste bedeutende deutsche Schachturnier.

### Turnen
- 16. Mai: Die Berliner Turnerschaft wird gegründet.
- 27. Juli: Der Turnverein Bad Berleburg wird gegründet. Am 18. Oktober wird der vereinseigene Turnplatz in Bad Berleburg feierlich eröffnet.
- 1. bis 5. August: In Leipzig wird das 3. Allgemeine Deutsche Turnfest abgehalten.
- 7. Dezember: Der ASV Cham wird gegründet.

- In Deutschland werden außerdem der Männerturnverein Bad Schwartau, der TSV Bremervörde, der TSV Burladingen, der TV Leiselheim, der TSV Schwabmünchen, der TSV Trostberg, der TuS Pewsum und der Wedeler TSV gegründet.
- Der slowenische Sokolverband Južni Sokol wird gegründet.

### Sonstiges
- 1. März: In Kristiania wird der erste norwegische Eisschnelllaufwettbewerb durchgeführt. Angeblich sehen rund 10.000 Menschen den 70 Teilnehmern bei dem Rennen zu.

- Die für heuer geplanten zweiten Olympien fallen den politischen Ereignissen in Griechenland zum Opfer.

## Geboren

### Geburtsdatum gesichert
- 01. Januar: Pierre de Coubertin, französischer Pädagoge, Historiker und Sportfunktionär († 1937)
- 02. Januar: Nick Ross, schottischer Fußballspieler († 1894)
- 06. Januar: Sydney Martineau, britischer Fechter († 1945)

- 18. März: Edgar Syers, britischer Eiskunstläufer († 1946)

- 02. April: Mabel Cahill, irische Tennisspielerin († 1905)
- 18. April: Linton Hope, britischer Segler († 1920)

- 26. Mai: Bob Fitzsimmons, britischer Boxer und Weltmeister im Schwergewicht († 1917)

- 26. Juni: Henri Quersin, belgischer Sportschütze († 1944)

- 25. Juli: John Tener, US-amerikanischer Politiker und Baseballspieler († 1946)
- 27. Juli: Ignacy Popiel, polnischer Schachspieler († 1941)
- 29. Juli: Paul Lecaron, französischer Tennisspieler († 1940)

- 15. August: Maurice Gufflet, französischer Segler († 1915)
- 20. August: Henri Smulders, niederländischer Segler († 1933)

- 15. September: Alexander Panschin, russischer Eisschnellläufer und Eiskunstläufer († 1904)
- 17. September: Norman Bingley, britischer Segler († 1940)
- 24. September: Dominick McCaffrey, US-amerikanischer Schwergewichtsboxer († 1926)
- 26. September: Edward Skilton, britischer Sportschütze († 1917)

- 03. November: Blanche Bingley, britische Tennisspielerin († 1946)
- 15. November: Sante Ceccherini, italienischer Fechter († 1932)
- 24. November: Alfred Larsen, norwegischer Segler († 1950)
- 27. November: Olivier Collarini, italienischer Fechter († unbekannt)
- 27. November: William Leushner, US-amerikanischer Sportschütze († 1935)
- 29. November: Georg Marco, österreichischer Schachmeister und -publizist († 1923)

- 19. Dezember: Wallace Bryant, US-amerikanischer Bogenschütze († 1953)
- 25. Dezember: César Bettex, Schweizer Sportschütze († unbekannt)
- 29. Dezember: Victor Lardanchet, französischer Rugbyspieler († 1936)

### Genaues Geburtsdatum unbekannt
- Ioannis Frangoudis, griechischer Sportschütze († 1916)
- Edouard Myin, belgischer Sportschütze († 1931)
- Periklis Pierrakos-Mavromichalis, griechischer Fechter († 1938)
- Victor Robert, belgischer Sportschütze († unbekannt)
- Yabu Kentsū, japanischer Karate-Meister († 1937)

## Gestorben
- 6. Juli: Ernst Merck, deutscher Unternehmer und Politiker, Mitgründer des Hamburger Ruder Clubs (* 1811)